# أنيل كومار ياداف
أنيل كومار ياداف هو سياسي هندي، ولد في 2 يوليو 1956. نشط حزبياً في جاناتا دال ‏. وقد انتخب عضو لوك سابها ‏.